# Вінцент Поль
Вінцент, Вінценти чи  Вінцентій Поль (пол. Wincenty Pol, 20 квітня 1807, Люблін — 2 грудня 1872, Краків) — польський поет, географ і етнограф, військовик. Подав відомості про бойків, гуцулів, лемків. Записував і перекладав польською і німецькою мовами українські народні пісні.

## Біографія
Народився 20 квітня 1807 року в м. Люблін (нині Польща). Був третьою дитиною в сім'ї. Його батько, Францішек (Франц) Ксаверій Поль (1751—1823), був німцем, походив з родини, що осіла у Вармії, власником фільварку під назвою «Фірлеївщина» поблизу Любліна (розташовувався на нинішній вулиці Ленчинській в Любліні), офіцером австрійської армії, потім правником у австрійській адміністрації (з 1796 працював радником апеляційного суду Західної Галичини в Любліні, потім судовим радником у Львові, Станіславові). У 1815 році після прохання отримав шляхетство з прізвиськом фон Полленбург. Мати, Елеонора Лоншан де Бер'є (1755—1857), походила з багатої львівської родини. Її батько, Франсуа Лоншан де Бер'є, француз за походженням, сповідував протестантизм і після скасування Людовиком XIV Нантського едикту, перебрався до Львова, де успішно займався фінансами, а 1777 був обраний бурмістром міста. У 1809 родина Полів переїхала до Львова, де минуло дитинство Вінцента.
Від 1820 (за іншими даними у 1823—1824 навчальному році) навчався в Тернопільській гімназії єзуїтів. У 1822 закінчив гімназію у Львові, вступив до Львівського університету на вступний курс (званий філософією). Однак після смерті батька родина опинилась у матеріальній скруті, тому припинив студії. У 1824 записався на другий рік філософії Львівського університету, який 1827 року закінчив, навчаючись з перервами. При цьому отримав добру оцінку тільки з релігії, що завадило поступити на виділ права. Під час навчання взяв участь у мандрівці до Красної Пущі в Гологорах, де пережив сильну бурю; цей випадок, за його спогадами, пробудив у нього зацікавлення явищами природи. Навчався у Віленському університеті.
Учасник Повстання 1830—1831 років. Вояк львівської Польської національної гвардії (1848).
Його ранню творчість «патронували» Гете, Шіллер, Байрон, Мальчевський Адам Міцкевич. Під впливом друзів, які переконували його поїхати працювати у Віленському університеті, в 1829 році склав додаткові іспити у Львівському університеті з педагогіки та естетики, отримуючи учительські навички. У серпні 1830 через Поділля, Волинь, Полісся вирушив до Вільна. По дорозі довше затримувався у Кам'янці та Крем'янці (тут познайомився з Віллібальдом Бессером). На початку листопада 1830 прибув до Вільна. Майже відразу склав іспит на отримання ступеня доктора філософії (так писав в автобіографії, хоча фактично на ступінь студента актуального — найнижчий тоді науковий ступінь). Наприкінці 1830 — на початку 1831 отримав посаду заступника викладача німецької мови Віленського університету.
1830 включився до підготовки повстання.
У грудні 1831 вперше зустрівся з Міцкевичем у Лукові біля Познані в домі Юзефа Ігнація Грабовського. Як посланець генерала Юзефа Бема перебував у справах еміграції в Ляйпцигу, а з травня 1832 у Дрездені.
В Медиці 1840 ознайомився зі збіркою Гвальберта Павліковського.
У 1847 відмовився від пропозиції губернатора Франца фон Штадіона стати на чолі «Газети львівської». На підставі цісарського розпорядження від 8 листопада 1849 призначений 12 листопада надзвичайним професором Ягеллонського університету. 19 або 20 листопада 1849 прибув до Кракова, де його прихильно зустріло наукове товариство.
У серпні 1857 виїхав до Галичини, де перебував у гостях у Володимира Дідушицького, Клементини Мйончинської, також у містечку Тисмениця.
Помер у Кракові 2 грудня 1872 року в домі на вулиці Шпитальній, 26 (на ньому пізніше вмурували пам'ятну таблицю). Спочатку був похований у гробівці родини Богушів на Раковицькому цвинтарі, в 13 жовтня 1881 його прах перепоховали у крипті заслужених на Скалці.

## Сім'я
У 1837 році одружився з Корнелією Ольшевською (1810—1855), у 1871 з Анелією Перро (у першому шлюбі Росцішевська, бл. 1837—1874).
Діти народилися в першому шлюбі:
- Януш — помер немовлям
- Вінцентій Ферраріуш (1839—1916) — правник, публіцист, видавець праць батька
- Юлія (1840) — дружина Войцеха Урбанського, директора бібліотеки Львівського університету
- Зофія (1841) — дружина Едварда Подоського
- Владислав — помер у дитинстві
- Станіслав — агроном.

## Творчість
У збірці віршів «Пісні Януша» (1833) та багатьох поезіях змалював життя й побут поляків, їхнє минуле. В низці творів (поеми «Сенаторська згода», 1854, «Могорт», 1855, та ін.) ідеалізував шляхту. Окремі частини поеми «Пісня про нашу землю» (1843) присвячені Україні. В працях «Картини з життя і мандрівок» (1846), «Погляд на північні схили Карпат» (1851), «Картини з життя і природи» (1869), «Північний схід Європи» (1870), статтях «Плем'я бойків», «Декілька рис до опису гуцулів на Буковині», опублікованих 1966 року, подав відомості про бойків, гуцулів і лемків. За деякі помилкові твердження зазнав критики з боку І. Франка. Записував і перекладав польською і німецькою мовами українські народні пісні. Видав у вільному перекладі німецькою мовою збірку українських народних пісень (1853).

## Українські переклади
- Вірші в книзі Антологія польської поезії. — Т. 1. — К., 1979.

## Пам'ять
- Його іменем називалась у міжвоєнний період Перша тернопільська гімназія.
- Встановлено епітафійну таблицю в латинському соборі Любліна